# Edwin Cardona
Edwin Andres Cardona Bedoya (Medellín, 8 december 1992) is een Colombiaans voetballer die doorgaans als offensieve middenvelder speelt. Hij tekende in 2015 bij Monterrey, dat hem overnam van Atlético Nacional. Cardona debuteerde in 2014 in het Colombiaans voetbalelftal.

## Clubcarrière
Cardona is afkomstig uit de jeugdopleiding van Atlético Nacional. Op 15 februari 2009 debuteerde hij in de Colombiaanse competitie tegen América de Cali. Op 20 juli 2009 maakte de middenvelder zijn eerste treffer tegen América de Cali. Hij werd door Atlético Nacional uitgeleend aan Santa Fe en Atlético Junior. In januari 2015 werd Cardona voor ruim vier miljoen euro verkocht aan Monterrey. Op 12 januari 2015 debuteerde hij in de Mexicaanse Primera División tegen Universidad Guadalajara. Zes dagen later maakte Cardona zijn eerste doelpunt in Mexico, tegen Pachuca.

## Interlandcarrière
Op 10 november 2014 debuteerde Cardona voor Colombia in de vriendschappelijke interland tegen El Salvador. Hij begon in het basiselftal en werd na 72 minuten speeltijd gewisseld. Op 30 maart 2015 maakte hij zijn eerste interlanddoelpunt in de oefeninterland tegen Koeweit. Hij viel na rust in voor Juan Cuadrado en maakte na 68 minuten het tweede doelpunt voor Colombia.